# Evaristo de Uriburu
José Evaristo Uriburu (Salta, 1796 - Buenos Aires, 1885) fue un militar argentino, que participó en la guerra de independencia y en las guerras civiles de su país. Fue el padre del presidente José Evaristo Uriburu.

## Guerra de independencia
Era hijo del vasco José de Uriburu Basterrechea y de la salteña Manuela del Carmen Gonzáles de Hoyos. Cursó estudios de filosofía en la Universidad de Córdoba. Abandonó la carrera eclesiástica en 1812, para unirse al Ejército del Norte durante el Éxodo Jujeño, con el grado de capitán. Luchó en las batallas de Las Piedras, Tucumán y Salta. Fue ascendido al grado mayor y permaneció en la guarnición de su ciudad natal.
Tras luchar contra la invasión realista de 1814, pasó un tiempo en Buenos Aires. En 1816 volvió a San Miguel de Tucumán, donde se puso a órdenes del general Manuel Belgrano, pero éste lo envió a La Rioja. Cuando llevaba un batallón desde La Rioja a Córdoba, para unirse al Ejército de los Andes, el capitán José Caparrós se amotinó y regresó a la ciudad de La Rioja, donde depuso al gobernador Ramón Brizuela y Doria y colocó en su lugar a Francisco Ortiz de Ocampo; la crisis se resolvió sin sangre algunas semanas después, colocando nuevamente a Brizuela y Doria en el mando, y separando a su provincia de la dependencia de Córdoba.
Uriburu regresó a La Rioja, y a órdenes del coronel Francisco Zelada cruzó la Cordillera de los Andes desde La Rioja hasta la provincia de Copiapó en enero de 1817. Luchó en el combate de Huasco y Copiapó, ocupando esa provincia casi al mismo tiempo que tenía lugar la Batalla de Chacabuco. Prestó servicios militares durante algunos años en el norte de Chile.

## Época federal
Regresó a Salta después de la muerte del gobernador Güemes, ya que su hermano Dámaso era uno de los jefes de la oposición.
Fue ayudante del general José Ignacio Gorriti, y ejerció cargos judiciales durante muchos años en su provincia. También fue un comerciante poderoso, diputado provincial y presidente de la convención que sancionó la constitución provincial salteña.
Era yerno del gobernador de la provincia, el general Arenales, ya que en 1825 se casó con María Josefa Álvarez de Arenales, con quien tuvo diez hijos, ente ellos a José Evaristo de Uriburu (1831-1914), que llegaría a ser presidente de la Argentina.
En 1831 fue ascendido al grado de coronel y fue gobernador delegado del general Rudecindo Alvarado. Pero pocos meses después debió emigrar a Bolivia, debido a la victoria del partido federal. Regresó al año siguiente y mantuvo buenas relaciones con los gobernadores federales Pablo Latorre y Felipe Heredia. Fue presidente de la legislatura, y dos veces gobernador delegado de Heredia. En septiembre de 1838, al frente de las fuerzas de la capital, venció al coronel Anselmo Rojo y arrestó a varios de sus aliados.
Al formarse la Coalición del Norte estaba de viaje por Buenos Aires – donde se había hecho amigo de varios de los funcionarios y jefes militares del período rosista, especialmente del general Ángel Pacheco – y se dirigió a Córdoba. Regresó luego a Salta, donde fue elegido presidente de la legislatura. Con el apoyo de los federales, durante la ausencia de Manuel Solá en campaña hizo elegir gobernador a Miguel Otero, que por varios meses mantuvo a Salta fuera de la Coalición. 
Cuando Solá regresó con ayuda de Lamadrid, se vio obligado a refugiarse un tiempo en Santiago del Estero. Regresó a su provincia después de la Batalla de Famaillá, que significó la muerte de la Coalición, y fue comandante de los departamentos de Guachipas y Chicoana, es decir, del sur del Valle de Lerma. Por unas semanas fue nuevamente gobernador delegado en 1842. En 1844 fue expulsado por el gobernador Manuel Antonio Saravia y emigró a Bolivia.

## El unitarismo en Salta
Regresó a Salta poco después de la caída de Saravia, en 1852. Fue reconocido como coronel de infantería por un decreto del presidente Justo José de Urquiza en 1855, y formó en el ejército salteño. Por sus relaciones en Buenos Aires se convirtió en uno de los referentes del partido unitario salteño, de modo que toda su familia se enroló en esa corriente.
En 1861, al llegar la noticia de la victoria unitaria en la Batalla de Pavón, los Uriburu organizaron el golpe que hizo caer al gobernador José María Todd, y monopolizaron la política de su provincia. Su hermano José y su sobrino Juan Nepomuceno Uriburu fueron gobernadores en esa época.
En mayo de 1864, bajo el gobierno de José Uriburu, los federales dirigidos por Aniceto Latorre y Celedonio Gutiérrez atacaron Salta, pero fueron rechazados por fuerzas organizadas por Evaristo Uriburu. Combatió también contra la invasión de Felipe Varela en 1867, antes de pasar a retiro militar en julio de 1870.
Falleció en Buenos Aires en julio de 1885. Nueve años más tarde, su hijo José Evaristo Uriburu llegó a la presidencia de la Nación.